# كهف لوفلوك
كهف لوفلوك (بالإنجليزية: Lovelock Cave)‏؛ هو كهف يقع في مقاطعة تشورتشيل في الولايات المتحدة. اكتشف في عام 1911.

## السياحة
يعد «كهف لوفلوك» أحد مواقع الجذب السياحي في مقاطعة تشورتشيل في ولاية نيفادا الأمريكية.